# Mouazé
Mouazé é uma comuna francesa na região administrativa da Bretanha, no departamento Ille-et-Vilaine. Estende-se por uma área de 8,43 km². Em 2010 a comuna tinha 1 680 habitantes (densidade: 199,3 hab./km²).